# Marco Bernaschina
Marco Bernaschina (* 24. Oktober 1962) ist ein ehemaliger Schweizer Fussballspieler.

## Karriere

### Vereine
Seine Juniorenzeit verbrachte Marco Bernaschina beim FC Chiasso.
In der Saison 1978/79 gab er sein Debüt beim FC Chiasso in der damaligen Nationalliga A. Ende Saison 1981/82 stieg er mit dem FC Chiasso in die Nationalliga B (heute Challenge League) ab. Beim sofortigen Wiederaufstieg des FC Chiasso ein Jahr später schoss er 13 Tore.
Er wechselte im Sommer 1984 zum FC Luzern, blieb fünf Jahre dort und gewann unter  Trainer Friedel Rausch in der Saison 1988/89 die Schweizer Meisterschaft.
Im Sommer 1989 wechselte er zurück zum FC Chiasso. Im Sommer 1992 beendete er seine Karriere.

### Nationalmannschaft
Bernaschina absolvierte 1983 zwei Länderspiele für die Schweizer Nationalmannschaft.

## Erfolge
- Schweizer Meister 1989 mit dem FC Luzern
- Aufstieg in die Nationalliga A 1983 mit dem FC Chiasso